# Bahman Jalali
Bahman Jalali (1944 Teherán – 15. ledna 2010) byl íránský fotograf, který hrál významnou roli ve vzdělávání nové generace íránských fotografů. Po dobu 30 let vyučoval fotografii na několika univerzitách v Íránu.

## Kariéra
Jalali vystudoval ekonomii na Melli University v Teheránu, poté svou kariéru fotografa začal v Tamasha Magazine v roce 1972. V roce 1974 se stal členem Královské fotografické společnosti ve Velké Británii. Nejznámější jsou jeho dokumentární fotografie z íránské revoluce v roce 1979 a z Íránsko-irácké války, ale po revoluci se více zaměřil na výuku fotografie na íránských univerzitách než na praktikování. Jalali byl zakládajícím členem a kurátorem muzea fotografie v Teheránu (také známého jako Akskhaneh Shahr), prvního íránského muzea fotografie.
Jeho poslední prací byla série fotografií nazvaná Obraz představivosti, která trvala tři roky (2003–2006), než ji dokončil. Byla to směs květin nebo íránské kaligrafie se starými fotografiemi z íránské fotografické historie. Jalali později vysvětlil: „Byl jsem vystaven mnoha obrazům málo známých fotografů po celé zemi. Ti, které jsem si mohl ponechat, jsem držel jako mementa a jiní zanechali stopy v mé fantazii.“ Muzeum výtvarných umění ve francouzském Nantes tuto sérii fotografií zakoupilo do svých sbírek.
Za svou čtyřicetiletou kariéru ve fotografii získal Jalali zvláštní ocenění Fundació Antoni Tàpies v Barceloně samostatnou výstavou kurátorky Catherine David od září do prosince 2007 a vydáním monografie. Přispěl na výstavu v Britském muzeu v Londýně Word into Art: Artists of the Modern Middle East v roce 2006.
Až do konce svého života byl Jalali členem redakční rady Aksnameh, což byl dvouměsíční fotografický časopis v Teheránu.
Fotograf-veterán se léčil s rakovinou slinivky břišní v Německu. Do svého domova v Teheránu se vrátil 14. ledna 2010 a zemřel následující ráno ve věku 65 let.
Jeho práce jsou v mnoha sbírkách, včetně Musée des Beaux-Arts de Nantes, Britského muzea, Losangeleského muzea umění (LACMA) Sprengel Museum, Hannover a Teheránského muzea současného umění.
Jeho manželkou byla fotografka Rana Javadi.

## Galerie

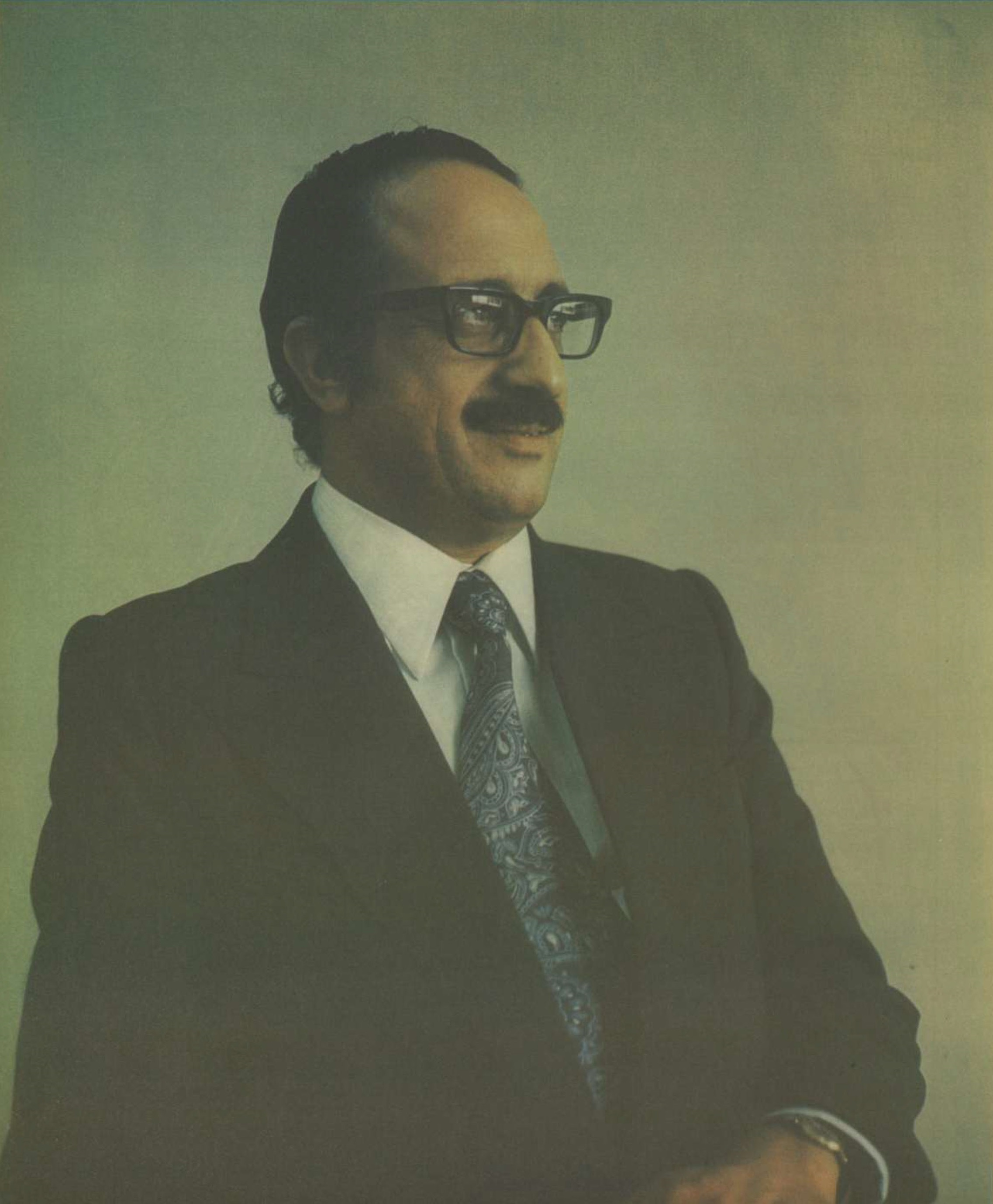
Hudebník a skladatel Abdolvahab Shahidi, Tamasha Newspaper, 1972
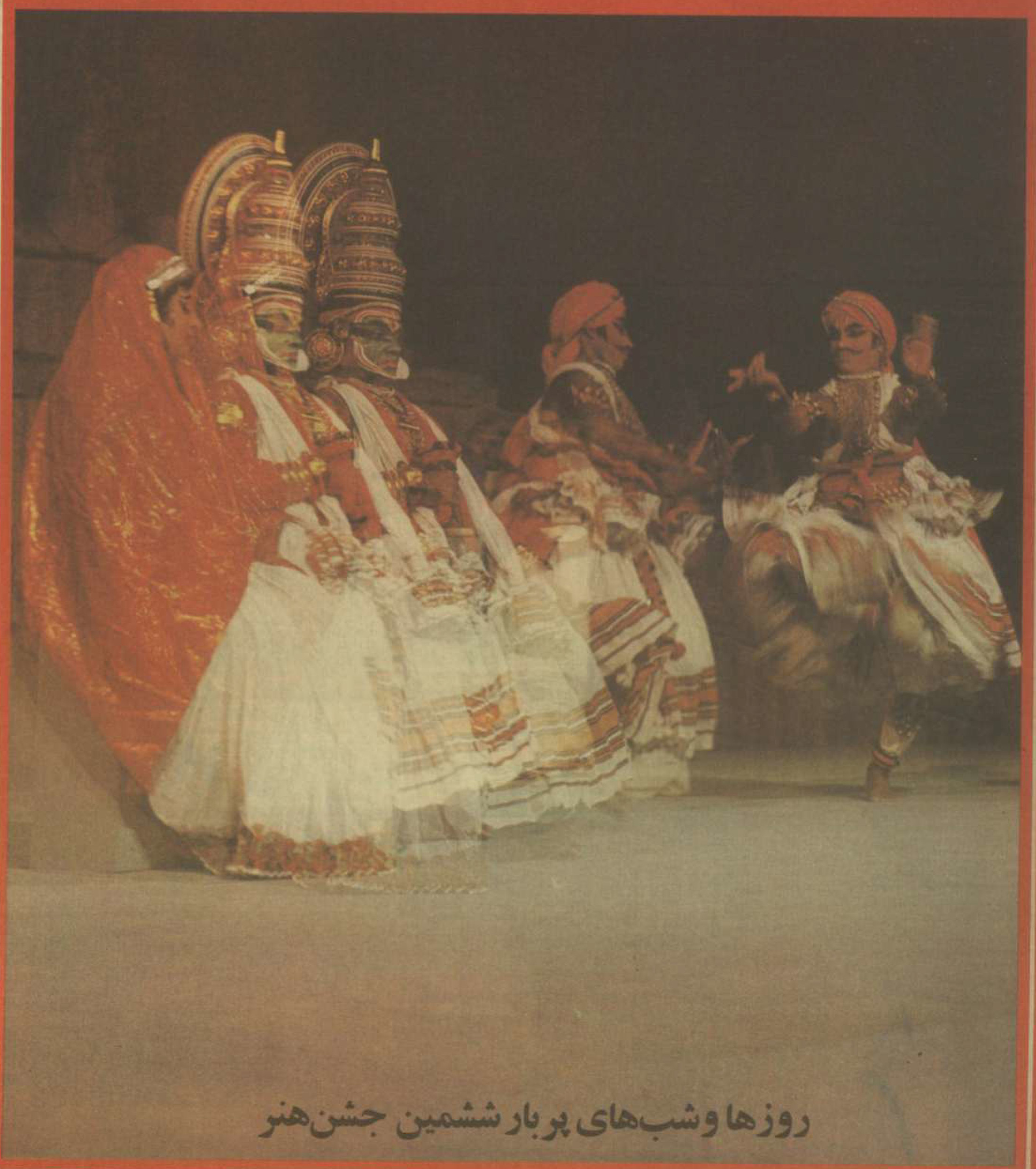
Shiraz Arts Festival, 1972